# Karl von Adolph Morlot
Karl von Adolph Morlot conocido también como Adolphe Morlot ( 22 de marzo de 1820-10 de febrero de 1867 fue un geólogo y arqueólogo suizo.
Ejerció de profesor de geología en la Academia de Lausana. También fue conservador del Museo Arqueológico de Berna.
En el invierno de 1853-1854 descendió el nivel del lago de Lausana y quedaron expuestos restos de construcciones en forma de palafito, y Morlot asumió los trabajos de recuperación, señalando cómo mediante la geología se podía reconstruir el pasado de la humanidad.
Durante los años 1856 a 1866 la construcción del ferrocarril obligó a excavar una trinchera en la costa del lago Lemán, la cual dejó al descubierto restos humanos de la edad de Bronce y del Neolítico que, por primera vez, Morlot dató mediante cálculos basados en la estratigrafía.
Su concepto del desarrollo de la historia es claramente evolucionista y progresista, y se interesó por la aplicación de la etnología a la ciencia de la prehistoria. Mantuvo correspondencia con Charles Darwin. 
Morlot utilizó por primera vez el término cuaternario.
- Datos: Q9017234
- Multimedia: Adolf von Morlot / Q9017234